# Roman Grill
Roman Grill (* 1. März 1966) ist ein Spielerberater und ehemaliger deutscher Fußballspieler und -trainer.

## Karriere

### Spieler
Grill begann in Hausham bei der ortsansässigen SG Hausham 01 im oberbayerischen Landkreis Miesbach mit dem Fußballspielen und setzte es beim 1. FC Miesbach in der gleichnamigen Gemeinde fort.
Von 1988 bis 1999 spielte er für die Amateurmannschaft des FC Bayern München. In der Saison 1995/96 gehörte er dem Profi-Kader an und wurde am 5. Dezember 1995 im Achtelfinalrückspiel des UEFA-Pokals, beim 3:1-Sieg im Auswärtsspiel gegen Benfica Lissabon, in der 87. Spielminute für Thomas Helmer eingewechselt. Am Ende der Saison gewannen die Bayern den UEFA-Pokal. Für die zweite Mannschaft bestritt er in der Spielzeit 1993/94 bis 1995/96 neun DFB-Pokalspiele und erzielte drei Tore; 1994/95 drang er mit der Mannschaft bis ins Viertelfinale vor, das mit 1:2 gegen den VfL Wolfsburg verloren wurde. Nebenbei agierte er für die FC Bayern Allstars.

### Trainer und andere Funktionen
Von 2000 bis 2003 war Grill Jugendtrainer beim FC Bayern München; 2001 führte er die A-Junioren zur Meisterschaft. Von 2003 bis 2006 war er in der Presseabteilung des Rekordmeisters tätig. Seit 2004 ist er nebenbei 1. Vorsitzender des Vereins SG Hausham 01. 2006 gründete er die Agentur acta7, die Spieler wie Philipp Lahm, Owen Hargreaves, Georg Niedermeier, Steffen Hofmann oder Piotr Trochowski berät.
Im Sommer 2009 war er als Nachfolger von Dietmar Beiersdorfer für den Posten des Sportchefs beim Hamburger SV im Gespräch, letztendlich kam es jedoch nicht zu diesem Engagement. 2010 war Grill auch beim SSV Jahn Regensburg kurzzeitig ein Kandidat für den Sportchefposten, doch auch hier kam es zu keiner Einigung.
Am 4. Januar 2013 folgte er Frank Schmöller, Trainer des bayerischen Regionalligisten FC Ismaning, nach. Am 19. November 2013 wurde er aufgrund der sportlichen Talfahrt entlassen.